# Ateuk Munjeng
Ateuk Munjeng is een bestuurslaag in het regentschap Banda Aceh van de provincie Atjeh, Indonesië. Ateuk Munjeng telt 1472 inwoners (volkstelling 2010).